# 阿波罗4号
阿波罗四号（英語：Apollo 4）又称AS-501，是美国阿波罗计划第一次无人飞行任务，也是首次测试日后将宇航员送上月球的土星5号运载火箭。航天器在航天器裝配大樓组装，是专为土星五号建造的佛罗里达州肯尼迪航天中心首次发射任务，从39号发射台升空。
阿波罗四号属“全面启动”测试，即所有火箭级和航天器都能正常工作，这在美国国家航空航天局史上尚属首次。此次任务还是S-IC一级火箭与S-II二级火箭首飞，S-IVB三级火箭首度二次启动。阿波罗四号采用的服务与指令舱属第一批次，但经修改测试第二批次的关键调整，如模拟从月球返回时的速度与角度来测试防热大底。
航天器原定1966年发射，但因航天器部件的各种问题和前期测试困难重重推迟。1967年1月阿波罗1号发生重大事故，三名宇航员死于火灾，阿波罗四号推迟到11月9日以便全面排查和调整。
火箭发射近九小时后，实现预定目标的航天器溅落太平洋。航空航天局认为任务圆满成功，证明土星五号火箭不辱使命，朝20世纪60年代结束前载人登月并安全返回的主目标迈出坚实步伐。

## 背景
1961年，约翰·肯尼迪总统宣布美国要在60年代结束前将宇航员送上月球并安全返回。为达成目标，美国国家航空航天局（以下简称航空航天局）需早早选定运载火箭，入选的土星C-5号火箭此时已在开发。1962年该局正式批准采用新火箭，计划在1965年首次试飞，1967年结束前首度载人飞行，留下充足时间实现肯尼迪的目标。:21–221963年初，航空航天局把C5更名土星五号:60。
航空航天局经过大量探讨于1962年末决定登月任务采用“月球轨道交会”模式，用第三级火箭S-IVB把完整的阿波罗太空船推向月球轨道。到达轨道后负责登月的宇航员进入登月舱，与太空船分离后登月，登月舱从月表起飞把宇航员送回太空船后抛弃，太空船带领宇航员返回地球。:25–26此时已在开发的发射设备不能满足新发射火箭所需，航空航天局1962年宣布计划在佛罗里达州沿海为阿波罗登月任务建造新发射场:70。1963年11月肯尼迪总统遇刺后，原称发射操作中心的新发射场更名肯尼迪航天中心:34。阿波罗四号是肯尼迪航天中心首次飞行任务，也是专为土星五号火箭打造的39号发射台首秀:30–31。
前三次搭载阿波罗设备的任务采用土星1B號運載火箭发射，这种比土星五号小的火箭不在肯尼迪航天中心发射，但解决土星1B问题的经验对土星五号很有价值。两款火箭都采用S-IVB，但土星1B号只有两级，S-IVB就是第二级，土星五号的S-IVB是第三级。这样土星五号有效负载的许多飞行鉴定问题只需老款小火箭就能验证。除设备飞行资格鉴定外，航空航天局还需在真人飞行前证明肯尼迪航天中心的地面设施足以满足土星五号需要，而不是直接拿宇航员的生命冒险。
1966年航空航天局用土星1B号火箭成功发射AS-201、AS-202、AS-203。据查尔斯·本森和威廉·弗莱赫蒂的肯尼迪航天中心历史著作记载：“1966年发射的阿波罗－土星1B号火箭为美国国家航空航天局发射人员提供宝贵经验，用于自动检验的34与37号试验台尚有不足。AS-201至AS-501（即阿波罗四号）的20个月间，肯尼迪航天中心纠正自动化操作遇到的主要问题。AS-501是阿波罗史上最艰巨的发射任务，但要是没有这些试验与试错推进，恐怕还要困难得多。”

## 延期

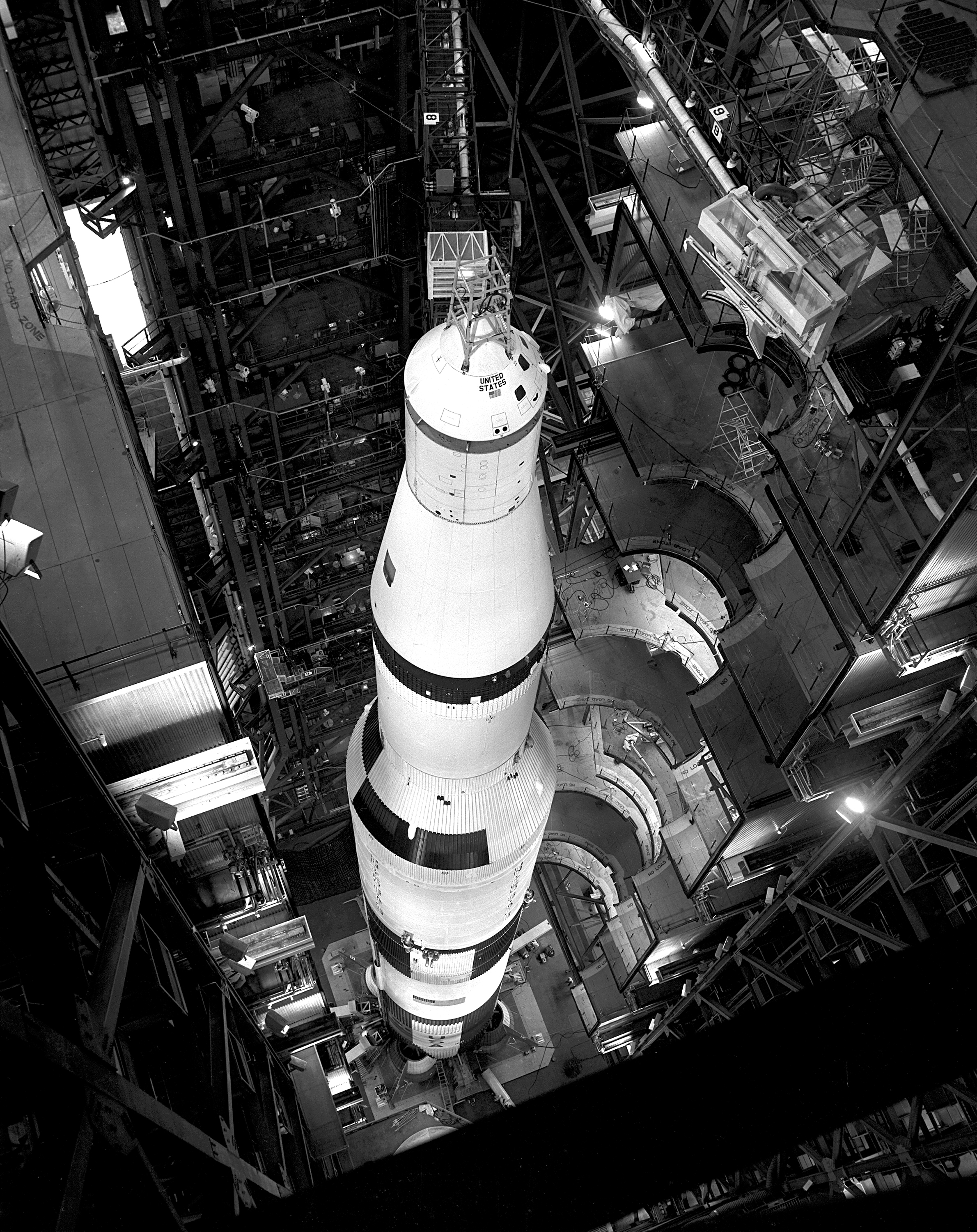
放在航天器裝配大樓的AS-501

1965年1月，阿波罗计划总监塞缪尔·菲利普斯少将预定1967年1月土星五号首秀并发射AS-501（当时还没有阿波罗四号之名）。同年还有另外两次土星五号发射，时间已是分秒必争。许多官员对这么快就要发射缺乏信心，事实证明他们的疑虑绝非空穴来风。用于AS-501发射的39号发射台液氧管线发生爆炸事故，可能是任务延迟数周的重要原因。
北美航空承包建造土星五号火箭第二级S-II和阿波罗服务与指令舱，但航空航天局对生产进度、成本、质量表现都不满意，促使菲利普斯1965年11至12月带队前往加利福尼亚州的北美航空工厂调查，并对项目管理存在的问题提出解决方案。菲利普斯后把发现写入报告上交乔治·慕勒。技术人员在S-II发现裂纹，航空航天局验收前的试射因此延期。北美航空修复S-II期间，火箭部件陆续运抵肯尼迪航天中心，首先是1966年8月14日大肚鱼运输机送来S-IVB，9月12日驳船运送的第一级火箭S-IC抵达。航空航天局用梭芯状间隔器代替S-II，以便其他部件送入航天器裝配大樓检查和装配。原计划1966年7月送到的S-II到11月仍未现身，航空航天局希望1967年1月能到，三个月后发射。服务与指令舱1966年12月24日送达，S-II次年1月21日抵达。1月31日最后的部件赶到，是第一与第二级火箭之间的一二级间段。
1967年1月27日阿波罗1号发生火灾，三名宇航员死于发射台试验，航空航天局的发射计划面临进一步质疑。AS-501是无人任务，但航空航天局官员仍打算仔细检查服务与指令舱。该局原计划在检查事了后重装航天器，没想到会在航天器上发现多达1407个问题。检查员发现大量杂乱布线和剥皮电线，很可能引起短路。

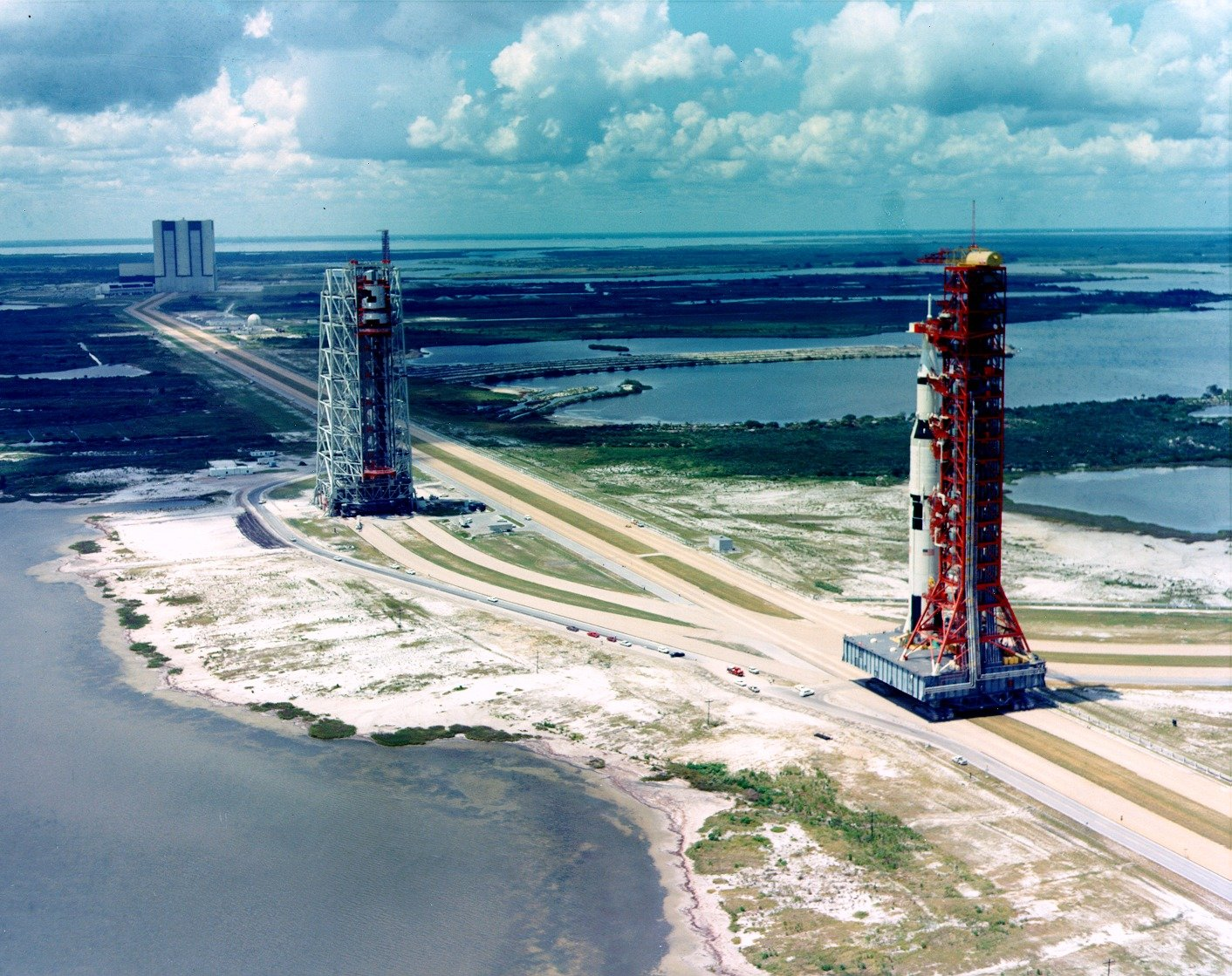
1967年8月26日，阿波罗四号运载火箭（右）运出航天器裝配大樓（左）

全面排查还发现螺栓松动掉入J-2火箭发动机等问题，找到多余零件后航空航天局并不满足于移除，更重要的是查清为什么出现问题，确保不再发生同类失误。1967年3月菲利普斯等人会晤，会上批露土星五号的1200处失误，技术人员提议每天处理80个。:352服务与指令舱修理期间，工作人员用S-II取代间隔器。但因承包商建造的另一个S-II发现细微裂纹，航空航天局5月24日宣布拆下S-II检查。六月中旬检查完成，服务与指令舱随后装回，火箭与航天器终于组装完整。1967年8月26日AS-501运到39号发射台，两天后专用运输车拉来移动发射服务塔，以便在发射台完成各项准备和调整:28。这是航空航天局史上首次在其他地点组装航天器后运到发射点，此举主要是为保护设施与人员免受佛罗里达州湿热气候影响:31。
原定9月20日开始的倒计时演示测试很快推至25日，实际上27日晚才开始。截至10月2日又有两天浪费在各种延误上，10月4日发射倒计时经过各种延误终于进展至倒数45分钟。接下来又发生计算机故障，10月9日倒计时重置为发射前13小时。此后计算机及其他设备问题此起彼伏，发射组人员筋疲力尽宣布休息两天。10月13日实际耗时三周的测试结束，远超预期的一周左右。全世界都在关注此次火箭发射，航空航天局公关主任朱利安·谢尔向局长詹姆斯·韦伯转达媒体质疑：阿波罗四号会不会永远都飞不起来。经过激烈讨论，韦伯表示会在自认合适时宣布发射日期。:353
前期遭遇的重重困难为发射组提供宝贵经验，但也意味着阿波罗四号至少要到11月7日才能发射。10月19日的飞行准备检查认定剩余测试和调整圆满完成，准许阿波罗四号发射。工作人员11月2日提出，发射台上的火箭已经长时间曝露在佛罗里达州烈日下，可能导致聚四氟乙烯密封圈和航天器液氧罐排液阀泄漏，菲利普斯把发射日期推迟到11月9日:353。

## 目标
阿波罗与同样用土星五号发射的无人飞行任务阿波罗6号一样，旨在鉴定发射火箭、阿波罗太空船、地面系统能否满足未来登月任务所需。阿波罗四号是土星五号首秀，也是第一级火箭S-IC和第二级火箭S-II首飞（第三级火箭S-IVB此前已随土星1B号上天）。:75
阿波罗四号旨在获取土星五号火箭、太空船结构完整和相互兼容与否的飞行数据，包括飞行负载和每级火箭燃料耗尽并分离抛弃的数据。航空航天局还希望获取应急检测等子系统运作数据，同时模拟从月球返回的任务环境，评估指令舱防热大底能否满足需要。:1此外该局还打算测试S-IVB在太空的重启能力。这些目标最后全部实现:127–137。

## 设施

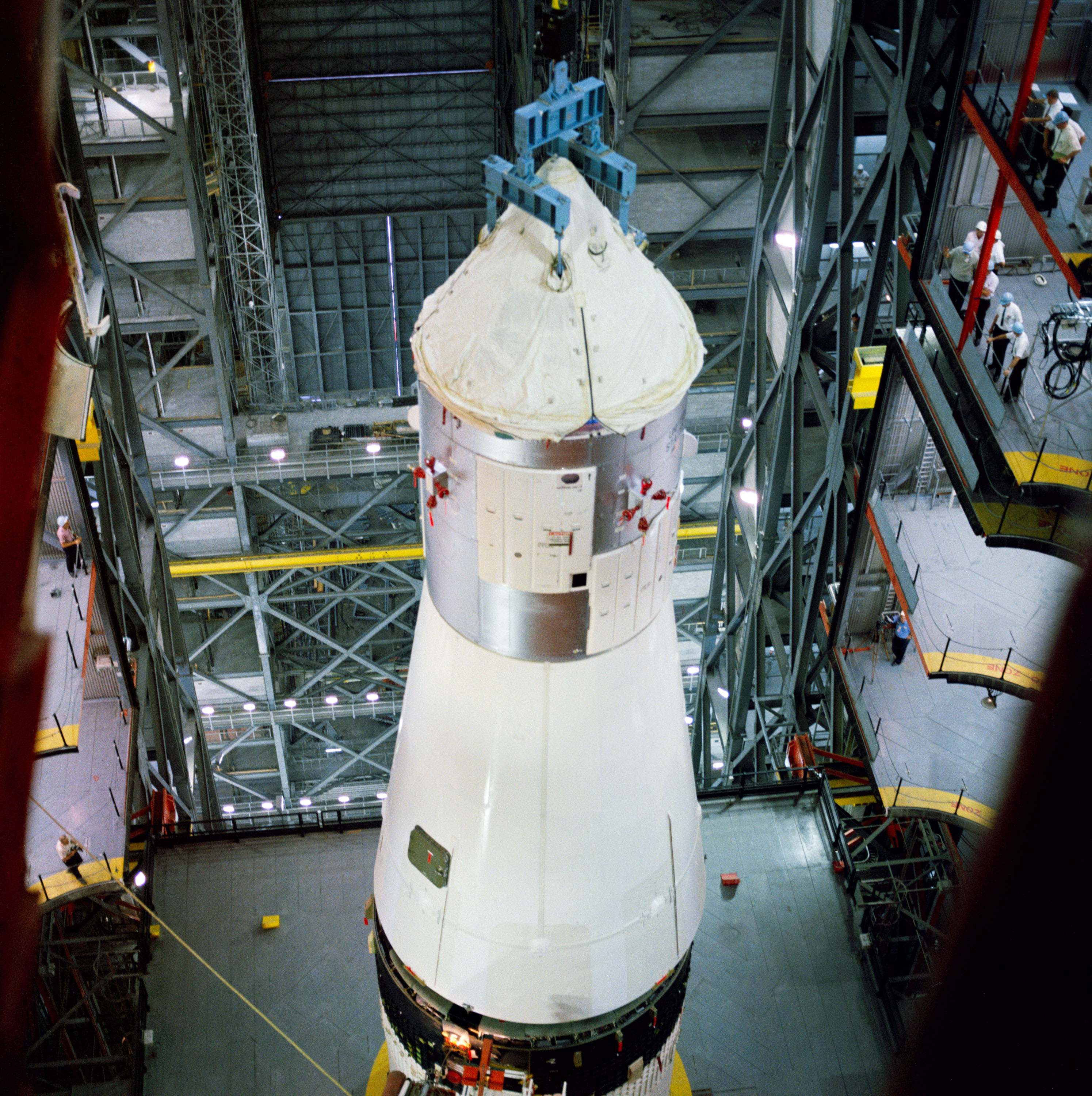
1967年6月20日，17号服务与指令舱与运载火箭匹配

阿波罗四号搭配的17号服务与指令舱（编号CSM-017）属第一批次，专为阿波罗早期地球轨道飞行设计。与用于登月的第二批次相比，第一批次服务与指令舱不能对接登月舱。17号服务与指令舱由17号指令舱（编号CM-017）和20号服务舱（编号SM-020）组成，前者是向航空航天局交付的第二个全功能指令舱，第一个编号CM-012，用于阿波罗一号，因火灾严重受损。原计划与17号指令舱配对的17号服务舱因爆炸事故受损后报废，原定第二次土星五号运载火箭测试时组建20号服务与指令舱（CSM-020）的20号服务舱（编号SM-020）顶替。
第二批次太空船都将用于载人飞行，为验证部分功能，17号服务与指令舱包含许多第二批次才有的调整。如防热大底按第二批次标准升级，使用第二批次的服务舱与指令舱脐带连接器，安装第二批次的甚高频与S波段天线，此外指令舱门也有调整:19。阿波罗一号火灾时，宇航员因无法在紧急情况下及时打开舱门丧生，故舱门重新设计。根据计划，新舱门要到第二次测试土星五号火箭时（阿波罗六号）才能使用，阿波罗四号的舱门窗户改为试验板，按飞行鉴定所需模拟密封和外部防热大底。为模拟未来任务从月球返回，阿波罗四号需高速再入，故防热大底按第二批次标准升级。:2, 19–20太空船上装有特殊设备，以便地面任务控制中心遥控服务与指令舱，还装有能在最后一圈轨道飞行时自动从指令舱窗口拍摄照片的相机:18–19。阿波罗四号是无人任务，指令舱没有飞船坐椅、控制器、显示器。
太空船载有编号LTA-10R的登月舱试验品，任务期间一直在土星五号第三级火箭上、太空船与登月舱适配器连接部分内。试验品相当于没有起落架的登月舱下降段，燃料贮箱与氧化剂贮箱都装有水、乙二醇、氟利昂混合物。试验品上方还有铝制登月舱上升段，并有压舱重物但没有飞行功能。登月舱试验品和适配器用于测量飞向地球轨道时两种设备的应力，:20S-IVB再入大气层时LTA-10R烧毁:3。

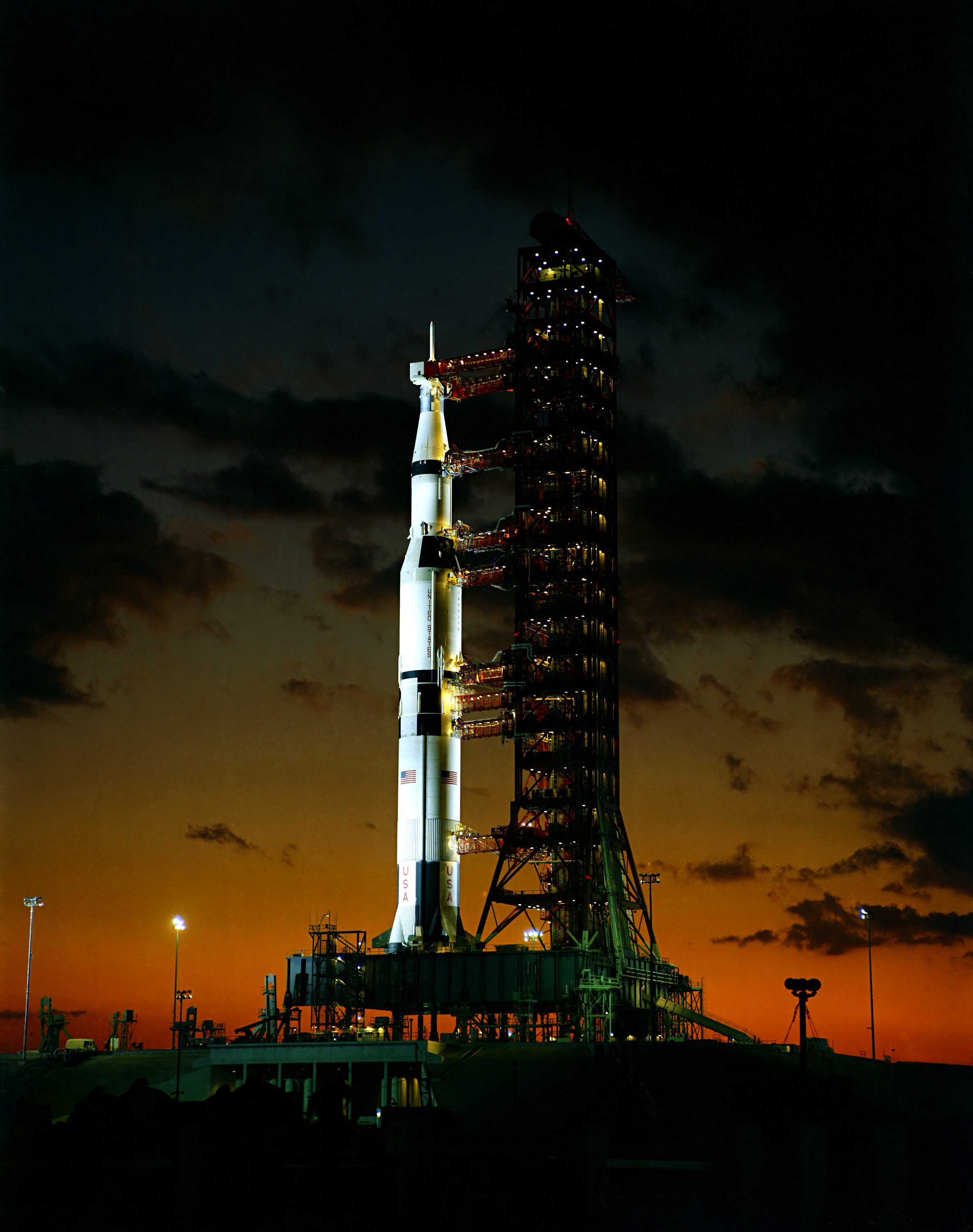
1967年11月8日发射台上的阿波罗四号

阿波罗四号是土星五号首秀，这是当时最大的运载火箭。航空航天局早在1963年下半年就决定采用“全面启动”测试，即所有火箭级和航天器都能正常工作，四年后才在阿波罗四号落实。航空航天局载人航天飞行办公室主任慕勒擅长系统工程，曾参与军方导弹项目。他认为美国空军民兵导弹项目的快速进展离不开全面启动测试，阿波罗计划可以参考这种方法以求在预定期限实现目标。他在1963年的备忘录规定，土星1B和土星五号均采无人首飞并装载能够使用的航天器，每级火箭必须功能完整。两种火箭第二次飞行同样是无人任务，第三次才需载人。:349韦恩赫尔·冯·布劳恩以往在馬歇爾太空飛行中心带队测试新火箭时把每级分开测试，顺序逐级递增。土星五号各级一起测试，每级都完全符合飞行要求，阿波罗服务与指令舱也不例外。慕勒的决策大幅简化阿波罗计划试飞阶段，需要的阿波罗任务减少四次，但各项功能首次飞行时就必须正常运作。阿波罗项目各主管对如此测试心存疑虑，但按老办法根本不可能在60年代结束前达成前总统遗愿，故最终勉强同意。

## 任务编号
1967年4月24日慕勒批准阿波罗任务正式编号方案，阿波罗四号是第一个以该方案正式编号飞行的任务。首次载人任务的三名宇航员死于准备阶段，航空航天局接受三人遗孀请求把任务定名阿波罗一号。此后土星1B号火箭已经执行三次无人任务，其中两次载有阿波罗太空船（AS-203仅携带空气动力学鼻錐），但慕勒没有指定阿波罗二号或三号，从阿波罗四号开始恢复编号次序。

## 公众关注与传媒报道
贵宾在火箭发射前几天扎堆肯尼迪航天中心，11月6日抵达的冯·布劳恩计划当晚举办晚宴和会议，仅限高层人员参加。航空航天局高管、业界名人、国会领导人、外交官纷纷前往观看发射。:355参与阿波罗计划的各航空航天局机构均备有贵宾名单，哥伦比亚特区的总部也不例外，名单经整理清除重复人名以便各机构负责人亲自邀请。众人在航天器装配大楼附近的露天看台观看发射，航空航天局在可可比奇设立新闻总部，传媒代表在此获取采访资格，前来的新闻工作者可参观肯尼迪航天中心，往返班车半小时一趟。航空航天局在39号发射台附近的新闻现场为媒体提供大量电话设施，媒体自行承担费用。肯尼迪航天中心工作人员可带家属在工作地点附近观看发射。各合作承包商共43名工作表现出色的职工当选“载人飞行意识”模范，享受肯尼迪航天中心贵宾之旅，还能参加六名宇航员出席的社交晚会并观看发射。
阿波罗四号引来传媒高度关注，各路写手为向读者鼓吹运载火箭规模绞尽脑汁，称火箭比自由女神像还高，重量更达13倍。北美航空发予媒体的宣传资料称土星五号重量远超戰艦。:354慕勒、菲利普斯、冯·布劳恩、副局长罗伯特·希曼、肯尼迪航天中心总监库尔特·海因里希·德布斯在发射前一天为上千名新闻工作者召开户外记者招待会，其中不乏苏联记者，招待会现场还能看到远处的土星五号火箭。

## 发射与飞行
协调世界时11月7日凌晨三点半，北美东部时区11月6日晚十点半:137，为期56个半小时的倒计时从加注推进剂开始。共加注89拖车液氧、28拖车液氢、27节火车皮的RP-1精炼煤油。装填过程遇到的问题少之又少，也没有动用倒计时阶段的内置暂停推迟发射，以往累积的延误得到这段时间弥补:122。
协调世界时11月9日中午12点，北美东部时区早上七点火箭发射。五台F-1火箭发动机在发射前八秒点火，声音响彻肯尼迪航天中心。39号发射台距航天器装配大楼还有五公里多，远超预期的声压冲击航天器装配大楼、发射控制中心、媒体大楼，震落發射控制中心天花板上的灰尘，在任务控制台上形成薄层。哥伦比亚大学威廉·多恩博士认为火箭发射动静之大在人类史上名列前茅，在人为手段产生的响动里很可能仅逊于核爆。身在拖车里的哥伦比亚广播公司新闻主播沃尔特·克朗凯特与制作人杰夫·格拉尔尼克用手制止窗户玻璃剧烈晃动，头顶瓷砖掉落。克朗凯特自认报导的航天任务以阿波罗四号最为震撼。

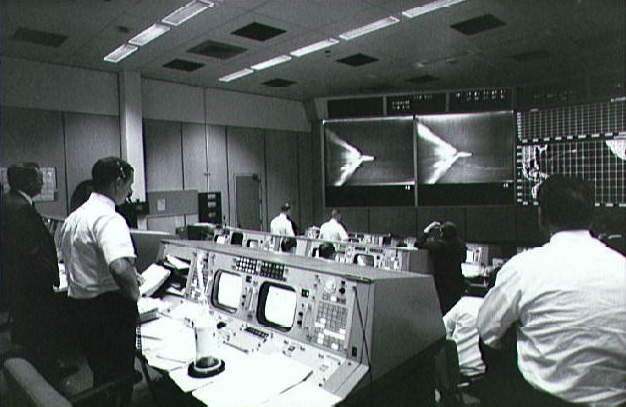
任务控制人员观看阿波罗四号朝地球轨道爬升

S-IVB、服务与指令舱升至接近圆形的190公里轨道，这是未来登月任务的计划标称临时待机轨道。绕轨道飞行两周后，S-IVB首次在太空二次点火，模拟未来阿波罗任务飞向月球所需的地月转移，:126太空船进入远地点17218公里、近地点有意指向地下84.6公里的椭圆轨道，确保指令舱高速再入大气层且S-IVB在大气层烧毁。S-IVB点火后很快同服务与指令舱分离，服务舱发动机点火把轨道远地点调至18092公里。经过远地点后服务舱发动机再度点火并保持281秒，将再入速度提升至每秒11168米，太空船海拔高度120公里，飞行轨迹角度−6.93度，模拟从月球返回的再入情况。:126–127
指令舱溅落中途島西北方向的北太平洋，与预定位置相隔约16公里。班寧頓號航空母艦是阿波罗四号的主搜救舰，甲板上能看到指令舱溅落，不到两小时就把舱体和其中一个降落伞捞上船，这也是阿波罗任务史上首次把降落伞打捞上船用于检查。太空船运到夏威夷州关闭所有功能，再送到加利福尼亚州唐尼的北美航空工厂完成飞行后分析。:127

## 机载摄像机

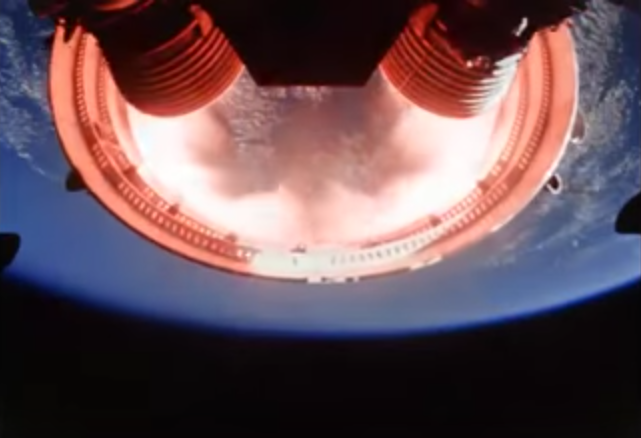
阿波罗四号第一级S-IC与第二级S-II火箭，上方摄像机摄制

阿波罗四号拍摄的新月形地球

阿波罗四号的土星五号运载火箭装有两台电影摄像机，用于拍摄一级火箭与级间段脱离。摄像机接下来弹射飞离火箭，装在带有降落伞和无线电信标的吊舱里落入大西洋，打捞起来的位置距肯尼迪航天中心约870公里。:12
指令舱装有70毫米胶卷自动相机，拍下几乎完整的地球照片。太空船逼近或飞过远地点的两小时13分内，相机从指令舱前方窗口左侧共拍摄755张彩色照片，拍摄时太空船的海拔高度在13510至18092公里不等，创下拍摄点海拔高度新纪录。照片分辨率不足以获取详细科学数据，但仍引起地球科学人员浓厚兴趣。

## 影响、评价、下落
阿波罗四号各级运载火箭和航天器设施表现无可挑剔，爬升期间每级火箭的飞行时间略长于预期，最后到达的轨道也比预定位置高约一公里，离误差极限还有很远。指令舱点火持续时间超出原计划11秒，故进入大气层的速度比原计划略快，再入角度略浅，但同样没有超出误差范围。制导系统的精准表现堪称模范，地面控制虽有误差但幅度很小。指令舱环境控制系统确保舱内温度和气压在合理范围，再入时仅升温5.6摄氏度。:124–127:43
林登·约翰逊总统针对阿波罗四号发射表示：“全世界都能看到当今史上最大火箭首次发射的壮观景象。此次发射象征本国为和平探索太空掌握的力量。”冯·布劳恩称赞阿波罗四号发射过程极其顺利，起飞和每级火箭的启动时间都完全准确。罗杰·比尔斯坦的土星五号火箭历史著作写道，“完美无缺的阿波罗四号任务令美国航空航天局全体兴高采烈，所有人都意气风发地昂首迈进”:359。慕勒也称，阿波罗四号令无数人信心大振，证明1969年中期宇航员完全有望登月。
1968年4月4日发射的阿波罗六号是土星五号第二次飞行，各级火箭表现不如第一次完美，第一级飞行期间发生纵向耦合振动，第二级又提前熄火:153–154，但航空航天局认为已经没有必要再搞第三次无人飞行。阿波罗8号是土星五号第一次载人飞行，:55–59此后每次阿波罗任务都是土星五号火箭发射，且大部分目的地都是月球:572–573。
1969年1月，17号指令舱转交史密森尼学会，后在航空航天局斯坦尼斯航天中心公开展示至2012年初，如今放在密西西比州汉考克县皮尔林顿的无限科学中心展示，此地是斯坦尼斯航天中心的游客中心。

## 扩展阅读
- Benson, Charles D.; Faherty, William Barnaby. . NASA History Series. Washington, D.C.: Scientific and Technical Information Office, NASA. 1978  [2021-10-24]. LCCN 77029118. NASA SP-4204. （原始内容存档于2021-08-24）.
- Woods, W. David; MacTaggart, Kenneth D.; O'Brien, Frank. . Apollo Flight Journal. Washington, D.C.: NASA.   [2021-10-24]. （原始内容存档于2021-09-03）.